# Варварівка (Лозівський район)
Варва́рівка — село в Україні, у Близнюківській селищній громаді Лозівського району Харківської області. Населення становить 195 осіб. До 2020 орган місцевого самоврядування — Верхньосамарська сільська рада.

## Географія
Село Варварівка знаходиться на правому березі річки Самара, трохи нижче за течією від місця впадання в неї річки Опалиха, є міст. На протилежному березі знаходиться село Веселе. За 1 км знаходиться село Павлівка, а за 2 км село Верхня Самара.

## Історія
1775 — дата заснування.
За даними 1859 року Варварівка була панським селом, у якому було 61 подвір'я 343 мешканців.
Під час організованого радянською владою Голодомору 1932—1933 років померло щонайменше 25 жителів села.
У 1942—1943 роках село Варварівка не раз було місцем боїв радянських військ з німецькими. Запеклі бої відбувались тут у травні 1942 р. У цих боях брали участь воїни 1139-го і 1151-го стрілецьких та 230-го авіаційного полків. Остаточно село було звільнене під час вересневих боїв 1943 року. Радянські воїни, які загинули в боях з німецькими військами на території с. Варварівка поховані в братській могилі в центрі села. У могилі поховано 92 радянських воїни. Відомі прізвища 13 воїнів. 
12 червня 2020 року, відповідно до Розпорядження Кабінету Міністрів України № 725-р «Про визначення адміністративних центрів та затвердження територій територіальних громад Харківської області», увійшло до складу Близнюківської селищної громади.
19 липня 2020 року, в результаті адміністративно-територіальної реформи та ліквідації Близнюківського району, увійшло до складу Лозівського району Харківської області.

## Економіка
- В селі є молочно-товарна і вівце-товарна ферми.

## Культура
- Клуб.

## Уродженці
- Кожушко Олександр Сергійович (1998—2022) — старший солдат Збройних Сил України, учасник російсько-української війни, що загинув у ході російського вторгнення в Україну в 2022 році.